# Смирновка (городской округ Солнечногорск)
Смирновка — посёлок сельского типа в Московской области России. Входит в городской округ Солнечногорск. Население — 1588 чел. (2010).

## География
Посёлок Смирновка расположен на севере Московской области, в северо-западной части округа, на Ленинградском шоссе (федеральная автодорога М10), примерно в 5 км к северо-западу от центра города Солнечногорска. В посёлке две улицы — Дмитровка и Солнечная. Ближайшие населённые пункты — деревни Козино, Осипово и Чепчиха.

## Население
| 1926 | 1966 | 1998  | 2002  | 2010  |
| ---- | ---- | ----- | ----- | ----- |
| 76   | ↗304 | ↗1588 | ↘1540 | ↗1588 |

## История
В материалах Всесоюзной переписи населения 1926 года указан населённый пункт Смирновка Мошницкого сельсовета Вертлинской волости Клинского уезда Московской губернии, проживало 76 жителей (68 мужчин, 8 женщин), велось одно хозяйство.
В 1966 году в деревне Смирновка насчитывалось 107 хозяйств, проживало 304 жителя (125 мужчин, 179 женщин). Позднее деревня слилась с посёлком совхоза «Солнечное», а в 1997 году решением Московской областной думы посёлок совхоза «Солнечное» Мошницкого сельского округа был переименован в посёлок Смирновка.
С 1994 до 2006 гг. посёлок был центром Мошницкого сельского округа Солнечногорского района.
С 2005 до 2019 гг. посёлок являлся центром Смирновского сельского поселения Солнечногорского муниципального района. Один из двенадцати волнистых клиньев, изображённых на гербе и флаге сельского поселения, символизирует посёлок, как входивший в число крупных населённых пунктов муниципального образования.
С 2019 года посёлок входит в городской округ Солнечногорск, в рамках администрации которого относится с территориальному управлению Смирновское.

## Образование
В посёлке располагается одна средняя общеобразовательная школа и одно дошкольное отделение :
- МБДОУ Детский сад №41[16]

- МБОУ Солнечная СОШ [17]